# Wilfrid Gordon Lindsell
Sir Wilfrid Gordon Lindsell, britanski general, * 1884, † 1974.